# 亜波智子
亜波 智子（あなみ ともこ、9月9日 - ）は、日本の女性声優。RMEに所属していた。静岡県出身。血液型はA型。旧芸名は阿南 智子（あなみ ともこ）。主に吹き替えで活動している。趣味は猫育て、占い、ショッピング。

## 出演作品

### 吹き替え
- 女処刑人
- 紳士は金髪がお好き（ビークマン夫人）
- ターザンの大冒険 第7話 悪夢のジャングル（タリア）
- ターザンの大冒険第11話 マヤ族の神ククルカン（ガジリ）
- ターザンの大冒険第12話 話戦士の証明（レディ・グレイストーク）
- ノックノック
- ハイウェイバスジャック
- 百万長者と結婚する方法（マネージャー）
- プリズン・ブレーキ（ダイアン）

### ナレーション
- テレビさいたま 演歌街道 （イントロナレーション）

### ドラマCD
- シンフォニックドラマ「津軽雪女」
- 法律の常識世間の非常識「ホステス様御用達闇金」

### ラジオドラマ
- 文化放送「メガゾーン23onRadioザ・エクステンドストーリー」

### 舞台
- 劇団未来劇場創立50周年記念第91回公演「因縁屋夢六玉の井徒花心中」
- 劇団未来劇場レビュー第18回公演「Chanter La Revue PART18」
- 劇団未来劇場 第92回公演「ぺぺの甘い犯罪」
- 法律の常識世間の非常識・第1回公演
- 法律の常識世間の非常識・第3回公演「嫡出否認リメイク版俺の子供じゃない」

### ネットTV
- NEO-TV（パーソナリティー）